# Завој (Пирот)
Завој је назив села у околини Пирота, које је потопљено 26. фебруара 1963. године, одроном дела планине и блокирањем реке Височице, која је касније напунила котлину и потопила село. Створена је природна преграда код села Завој. До децембра 1964. године пунећи се свакодневно, нагло је створено природно урвинско Завојско језеро. Село се пре катастрофе налазило 18 километара северно од Пирота у долини реке Височице. Војска са чамцима је спасило становништво, њих 1700 људи. Нестало је у води читаво село са 208 добрих кућа од чврстог материјала. Након потапања, становништво се раселило са тих простора и формирали насеље ближе Пироту и назвали га Нови Завој. На основу потапања села због природне катастрофе, почело се са изградњом бране како би се ту формирало вештачко језеро. Та брана је завршена и пуштена у рад 1990. године, под називом ХЕ Завој - Пирот. Након изградње бране, формира се на територији села Завој и Мала Лукања, Завојско језеро.

## Положај
Насеље Завој налазило се петнаест километара северно од Пирота у долини Височице у пределу званом Средњи Висок. Географске координате су му: око 22° источне географске дужине око 43° и 15' северне географске ширине. Надморска висина насеља је 535 метара, а сеоског атара од 490 до 1576 метара. Некада је Завој био конак на караванском путу из источне Србије за Чипоровце M даље.'Сада је повезан асфалтним путем са Пиротом преко Копривштице и Нишора. Сеоским путем повезан је према северу са Топлим Долом преко Мртвачког моста, на истоку са Малом и Великом Лукањом и на западу са Покревеником. Сада се од Пирота до језера у Завоју стигне за пола сата вожње аутомобилом.
У атару Завоја су засеоци Барска Ливада и Дебели Дел. Они се налазе y долини Топлодолске реке. Житељи ових засела–
ка проводили су зиму у Завоју, а y летњем периоду живели су y поменутим засеоцима. Они и данас постоје, али готово без становника.
Мањи део атара простире се са леве стране Височице, чија јужна и западна граница иду врховима брда Шевељаница, Шејница и Дренска глава. Југоисточна граница атара је до атара Мале Пукање и пружа се долином Белске реке до Беле ровине. Граница са гостушким атаром пружа се преко званих места Мечкат, Каменац, Ливађе, Занога, Биљеница, врх Белан. Северна граница иде од Белана и стрмо се спушта до Топподопске реке. Незнатан део атара је на десној страни ове реке и досеже до темачког атара. У периоду постојања Завоја структура атарске површине била је следећа: на њиве, баште и конопљишта отпадало је око 600 хектара (18%), воћњаци VI виногради заузимали су око пет хектара (0,15%), ливаде око 300 хектара (9°/о), шуме 390 хектара (12%), пашњаци и неплодно тле односили су 1900 хектара (58%).
Просечна густина насељености износила је 1961. године 40 становника на километар квадратни.

## Историја
Селу су, вероватно, име подарили река и речна долина правећи завоје, окуке, кривине пружајући се кроз овај простор.
Неки стари људи кажу да се село звало Завоји. Река заиста прави више завоја у овом делу тока. На основу једног старог документа (писма у којем се помиње село, наведеног у одељку о мосту), може се закључити да је за означавање имена села употребљавана множина. Још нека места, наиме, носе имена у множини: Рсовци, Дојкинци итд. Остаје питање када је и због чега име села добило облик једнине. Мештани чувају и препричавају легенде, које на свој начин говоре о постанку села и његовог имена. По једној легенди каже се како је негде (у Ћуштици, Темској, Топлом Долу) неко објашњавао Турцима пут за Турску: „Иди уз реку, уз реку, па завиј“, односно „иди низ реку, низ реку, па зави“.
Први до сада познати писани документ о Завоју потиче из 16. века. У њему се Завој под истим називом помиње y списку
џелепкешких дажбина 1576– 1577. године y кази Шехирћој, са два џелепкешка домаћинства." Под овим називом село се поми-
ње и у попису баштина софијског, пернишког и пиротског краја, 1606. године у вези с војнучким баштинама Петра, сина Рајкина и Пенеа, сина Бранила. Да се ради о старом селу указује и крст, оброк светог Арханђела Михаила из 1726. године, али је вероватно старијег датума. Поменуте године говоре само о његовом постојању.
Црква у Завоју је подигнута у предтурско време. Та стара црква посвећена Св. арханђелима из краја 14. века са фрескама насталим почетком 17. века, потопљена је са изградњом језера. Фреске су наводно рестауриране па скинуте. Посебно су биле занимљиве фреске са ликовима: Св. Саве, Св. Сиомеона, Прохора Пчињског, Св. Јована Рилског и Јоакима Осоговског. Градили су је - оправљали у 19. веку мајстори из места Радомира - "Радомирци" из данашње Бугарске. Они су и куће по Завоју градили.
Званично ослобођење дошло је после битке код села Нишора. Битка је вођена 25, 26. и 27. децембра 1877. године. Рату
између Србије и Турске претходила је објава рата Русије Турској 1877. године.
Завој је припао Височком срезу са седиштем у Великој Лукањи (Указом кнеза Милана Обреновића од 6. 2. 1879. године).
Височки срез је укинут 5. јануара 1887. године. Велика Лукања постаје општински центар у чијем саставу је Завој.
Село је и даље задржало своју општинску судску канцеларију.
То место је пре 1880. године било у саставу бившег Височког среза. Ту је пописано 1880. године 102 куће, са 654 становника, међу којим нема писмених. Пореских глава је забележено 160. Поред места протиче Завојска река, а ту се сеје и пшеница и кукуруз.
У Завоју постоји српска народна школа од 1853. године. Први учитељ је у месту био Танча Куклић. Служио је ту Куклић годину дана за 220 гроша. Осим тога хранили су га редом родитељи деце и куповали или сами правили опанке. Кренуло је од празника "Младенаца" 30 ученика, од којих је завршило тај разред њих 20. Учитељ завојски је био касније и Петар Панић. Помиње се 1856-1857. године као учитељ у Завоју поп Мита Петровић. Године 1896. из табеле школа у нишавском срезу, види се да постоји основна школа у Завоју. То је четвороразредна школа која није поднела извештај за претходну школску годину. По актуелним подацима има укупно 50 ученика и то: 26 у првом, 5 у другом, 11 у трећем и 8 у четвртом. Учитељ за сва четири разреда је био Коста М. Пешић (1896-1899). Био је 1904. године у завојској школи Божидар Здравковић учитељ "заступник". У сва четири разреда 1905. године су постављени привремени наставници. Ту је 1906. године привремено постављен стални наставник.
По административној подели Краљевине Србије из 1901. године, село Завој је у саставу општине Велика Лукања. Ту се још налазе Бела, Гостуша, Мала Лукања и Паклештица. Срез је нишавски, са седиштем у Пироту. Срез је у саставу Пиротског округа, са седиштем у вароши Пироту.
Мајстори градитељи цркве - "Радомирци" су са собом су донели у село Завој новину - гусле ћемане, које су сами правили од дрвета и учили мештане. Уз ћемане су певане песме и играно коло. Гусле ("ћемане") имао је Алекса Лека Тодоровић у селу Завој, који је умро 1910. године стар око 80 година. Он је сам правио те гусле са три жице и на њих свирао - "оро". Гусле су биле дрвене а жице од црева. Ћира Јотић мештанин је 1935. године сведочио да се уз Лекине гусле играло коло.
Убијен је 1916. године од стране бугарске војске, поп Милан Поповић парох завојски на путу.
У међуратном времену ту се радило бело сукно за продају, као претеча текстилне индустрије.
У пролеће марта 1942. године упали су у село Завој и околна места нишавски партизани.
Бугарска војска је у знак одмазде за претрпљени пораз убила у једној појати села Завој: трудницу Верку Лукић, њеног супруга Часлава и свекра Давида, па исту запалила.